# Campionati mondiali di nuoto in vasca corta 2024 - 400 metri stile libero maschili
La gara dei 400 metri stile libero maschili dei campionati mondiali di nuoto in vasca corta 2024 si è svolta il 12 dicembre 2024 presso la Duna Aréna di Budapest.

## Podio
| Pos.    | Atleta            | Nazione     |
| ------- | ----------------- | ----------- |
| Oro     | Elijah Winnington | Australia   |
| Argento | Carson Foster     | Stati Uniti |
| Bronzo  | Kieran Smith      | Stati Uniti |

## Record
Prima della manifestazione il record del mondo (RM) e il record dei campionati (RC) erano i seguenti.
|  | 3'32"25 | Yannick Agnel | 15 novembre 2012 Angers   |
|  | 3'34"01 | Danas Rapšys  | 11 dicembre 2018 Hangzhou |

Durante la competizione non sono stati migliorati record.

## Programma
| Data             | Ora   | Turno    |
| ---------------- | ----- | -------- |
| 12 dicembre 2024 | 10:29 | Batterie |
| 12 dicembre 2024 | 19:13 | Finale   |

## Risultati

### Batterie
| Pos. | Batteria | Corsia | Atleta               | Nazionalità          | Tempo       | Note |
| ---- | -------- | ------ | -------------------- | -------------------- | ----------- | ---- |
| 1    | 5        | 8      | Elijah Winnington    | Australia            | 3'37"22     | Q    |
| 2    | 4        | 8      | Carson Foster        | Stati Uniti          | 3'37"86     | Q    |
| 3    | 5        | 4      | Lucas Henveaux       | Belgio               | 3'37"87     | Q    |
| 4    | 6        | 2      | Zalán Sárkány        | Ungheria             | 3'38"43     | Q    |
| 5    | 5        | 6      | Roman Fuchs          | Francia              | 3'38"51     | Q    |
| 6    | 6        | 3      | Ahmed Jaouadi        | Tunisia              | 3'38"57     | Q    |
| 7    | 5        | 1      | Petar Mitsin         | Bulgaria             | 3'38"94     | Q    |
| 8    | 6        | 4      | Kieran Smith         | Stati Uniti          | 3'39"14     | Q    |
| 9    | 6        | 5      | Danas Rapšys         | Lituania             | 3'39"60     |      |
| 10   | 6        | 6      | Victor Johansson     | Svezia               | 3'39"85     |      |
| 11   | 4        | 6      | Kamil Sieradzki      | Polonia              | 3'40"29     |      |
| 12   | 6        | 7      | Savelii Luzin        | NAB                  | 3'40"33     |      |
| 13   | 6        | 0      | Luca De Tullio       | Italia               | 3'41"50     |      |
| 14   | 6        | 8      | Kaito Tabuchi        | Giappone             | 3'41"58     |      |
| 15   | 5        | 7      | Dimitrios Markos     | Grecia               | 3'41"95     |      |
| 16   | 4        | 4      | Carlos Garach        | Spagna               | 3'42"18     |      |
| 17   | 3        | 4      | Sašo Boškan          | Slovenia             | 3'42"93     |      |
| 18   | 3        | 3      | Alex Axon            | Canada               | 3'43"64     |      |
| 18   | 5        | 5      | Antonio Djakovic     | Svizzera             | 3'43"64     |      |
| 20   | 4        | 2      | Juan Morales         | Colombia             | 3'44"03     |      |
| 21   | 4        | 5      | Nathan Wiffen        | Irlanda              | 3'44"05     |      |
| 22   | 5        | 9      | Roman Akimov         | NAB                  | 3'44"25     |      |
| 23   | 6        | 9      | Khiew Hoe Yean       | Malaysia             | 3'44"69     |      |
| 24   | 5        | 3      | Xu Yizhou            | Cina                 | 3'44"90     |      |
| 25   | 4        | 3      | Arno Kruger          | Sudafrica            | 3'45"28     |      |
| 26   | 3        | 0      | Joaquín Vargas       | Perù                 | 3'46"16     |      |
| 27   | 3        | 2      | Ben Littlejohn       | Nuova Zelanda        | 3'47"53     |      |
| 28   | 2        | 2      | Niko Janković        | Croazia              | 3'47"77     |      |
| 29   | 5        | 0      | Kim Jun-woo          | Corea del Sud        | 3'48"09     |      |
| 30   | 4        | 1      | Galymzhan Balabek    | Kazakistan           | 3'48"31     |      |
| 31   | 3        | 6      | Andrei Proca         | Romania              | 3'48"87     |      |
| 32   | 4        | 0      | José Paulo Lopes     | Portogallo           | 3'49"11     |      |
| 33   | 3        | 8      | Richárd Nagy         | Slovacchia           | 3'50"21     |      |
| 34   | 4        | 7      | Muhammed Yusuf Özden | Turchia              | 3'50"35     |      |
| 35   | 6        | 1      | Lee Ho-joon          | Corea del Sud        | 3'50"75     |      |
| 36   | 2        | 4      | Kenan Dračić         | Bosnia ed Erzegovina | 3'50"77     |      |
| 37   | 3        | 5      | Caleb Romero         | Porto Rico           | 3'51"15     |      |
| 38   | 2        | 1      | Adrian Eichler       | Filippine            | 3'51"62     |      |
| 39   | 3        | 7      | Wang Yi Shun         | Hong Kong            | 3'52"96     |      |
| 40   | 2        | 6      | Nikola Gjuretanovski | Macedonia del Nord   | 3'53"05     |      |
| 41   | 4        | 9      | Liggjas Joensen      | Fær Øer              | 3'53"46     |      |
| 42   | 2        | 3      | Kevin Teixeira       | Andorra              | 3'53"69     |      |
| 43   | 2        | 5      | Omar Abbass          | Siria                | 3'53"79     |      |
| 44   | 3        | 9      | Chirill Chirsanov    | Moldavia             | 3'55"33     |      |
| 45   | 2        | 7      | Alberto Vega         | Costa Rica           | 3'55"71     |      |
| 46   | 2        | 0      | Timothy Leberl       | Mauritius            | 4'02"51     |      |
| 47   | 1        | 4      | Vladimir Hernández   | Cuba                 | 4'07"02     |      |
| 48   | 2        | 9      | Andile Bekker        | Botswana             | 4'09"55     |      |
| 49   | 2        | 8      | Arion Budima         | Kosovo               | 4'10"76     |      |
| DNS  | 1        | 3      | Atharva Singh        | Nepal                | Non partito |      |
| DNS  | 1        | 5      | Ali Jaafar           | Iraq                 | Non partito |      |
| DNS  | 3        | 1      | Max Litchfield       | Gran Bretagna        | Non partito |      |

### Finale
| Pos.    | Corsia | Atleta            | Nazionalità | Tempo   | Note |
| ------- | ------ | ----------------- | ----------- | ------- | ---- |
| Oro     | 4      | Elijah Winnington | Australia   | 3'35"89 |      |
| Argento | 5      | Carson Foster     | Stati Uniti | 3'36"31 |      |
| Bronzo  | 8      | Kieran Smith      | Stati Uniti | 3'36"31 |      |
| 4       | 3      | Lucas Henveaux    | Belgio      | 3'36"71 |      |
| 5       | 2      | Roman Fuchs       | Francia     | 3'38"31 |      |
| 6       | 6      | Zalán Sárkány     | Ungheria    | 3'38"59 |      |
| 7       | 7      | Ahmed Jaouadi     | Tunisia     | 3'39"32 |      |
| 8       | 1      | Petar Mitsin      | Bulgaria    | 3'41"46 |      |